# QVC8
QVC8 è l'ottavo mixtape del rapper italiano Gemitaiz, pubblicato il 28 dicembre 2018.

## Tracce
1. Già da un po' (2010) – 2:43
2. Rollin' (prod. Mixer T) – 2:47
3. Davi – 2:45
4. Giuro che (feat. Quentin40 e Priestess) (prod. Ombra & Kang Brulee) – 3:22
5. Toradol (prod. T Kay) – 2:16
6. Bad Boys (feat. Ketama126) (prod. PK) – 2:10
7. Ok! – 3:33
8. Passa (feat. Tedua) – 3:35
9. Che ci faccio (prod. Mixer T) – 3:22
10. Work (feat. Martina May) – 2:55
11. Non mi va (Interludio) – 1:25
12. Codice PIN (feat. Carl Brave) – 3:25
13. Ye ye ye – 2:35
14. Rossi (feat. Vegas Jones e Nayt) – 3:58
15. Fresco – 1:50
16. Senza di me (feat. Venerus e Franco126) (prod. Il Tre) – 3:22
17. Rainman – 3:15
18. Outro (Scratch by Bassi Maestro) – 2:55